# سول‌امریکا
سول‌امریکا (انگلیسی: SulAmérica) شرکت خدمات مالی و بیمه برزیلی است، که در سال ۱۸۹۵ تأسیس شد.